# Madagaskar na Letnich Igrzyskach Olimpijskich 2020
Madagaskar na Letnich Igrzyskach Olimpijskich 2020, które odbyły się w Tokio, reprezentowało 6 zawodników - 4 mężczyzn i 2 kobiety.
Był to trzynasty start reprezentacji Madagaskaru na letnich igrzyskach olimpijskich.

## Skład kadry

### Judo
| Zawodnik               | Konkurencja | 1/16                | 1/8                 | Ćwierćfinał         | Półfinał            | Repasaże            | Finał / 3.miejsce   | Finał / 3.miejsce | Źródła |
| Zawodnik               | Konkurencja | Przeciwniczka Wynik | Przeciwniczka Wynik | Przeciwniczka Wynik | Przeciwniczka Wynik | Przeciwniczka Wynik | Przeciwniczka Wynik | Pozycja           | Źródła |
| ---------------------- | ----------- | ------------------- | ------------------- | ------------------- | ------------------- | ------------------- | ------------------- | ----------------- | ------ |
| Damiella Nomenjanahary | -63 kg (k)  | Centracchio P 00-10 | NQ                  | NQ                  | NQ                  | NQ                  | NQ                  | 17.               | [ 2 ]  |

### Lekkoatletyka
| Zawodnik           | Konkurencja | Eliminacje | Eliminacje | Półfinał | Półfinał | Finał | Finał   | Źródło |
| Zawodnik           | Konkurencja | Wynik      | Miejsce    | Wynik    | Miejsce  | Wynik | Miejsce | Źródło |
| ------------------ | ----------- | ---------- | ---------- | -------- | -------- | ----- | ------- | ------ |
| Todisoa Rabearison | 400 m (m)   | 48,40      | 8.         | NQ       | NQ       | NQ    | NQ      | [ 3 ]  |

### Pływanie
| Zawodnik                | Konkurencja           | Eliminacje | Eliminacje | Półfinał | Półfinał | Finał | Finał   | Źródło |
| Zawodnik                | Konkurencja           | Czas       | Miejsce    | Czas     | Miejsce  | Czas  | Miejsce | Źródło |
| ----------------------- | --------------------- | ---------- | ---------- | -------- | -------- | ----- | ------- | ------ |
| Heriniavo Rasolonjatovo | 100 m grzbietowym (m) | 59,81      | 40.        | NQ       | NQ       | NQ    | NQ      | [ 4 ]  |
| Tiana Rabarijaona       | 400 m dowolnym        | 4:28,41    | 23.        | N/A      | N/A      | NQ    | NQ      | [ 5 ]  |

### Podnoszenie ciężarów
| Zawodnik                     | Konkurencja     | Rwanie | Rwanie  | Podrzut | Podrzut | Razem  | Pozycja | Źródło |
| Zawodnik                     | Konkurencja     | Wynik  | Pozycja | Wynik   | Pozycja | Razem  | Pozycja | Źródło |
| ---------------------------- | --------------- | ------ | ------- | ------- | ------- | ------ | ------- | ------ |
| Éric Andriantsitohaina       | -61 kg mężczyzn | 114 kg | 13.     | 150 kg  | 9.      | 264 kg | 11.     | [ 6 ]  |
| Tojonirina Andriantsitohaina | -67 kg mężczyzn | 130 kg | 13.     | 155 kg  | 11.     | 285 kg | 11.     | [ 6 ]  |